# Eumenogaster nigricauda
Eumenogaster nigricauda là một loài bướm đêm thuộc phân họ Arctiinae, họ Erebidae.